# 王哲 (1900年)
王哲（1900年—1990年），男，山东沾化人，中华人民共和国教育家、政治人物，曾任山东省教育厅厅长，山东省人民委员会副省长，山东医学院院长，山东省政协副主席。